# Sverre Strandli
Sverre Strandli   (Brandval, 30 de setembre de 1925 - Charlottenberg, 4 de març de 1985) fou un atleta noruec, especialista en el llançament de martell, que va competir entre finals de la dècada de 1940 i començaments de la de 1960.
Durant la seva carrera esportiva va prendre part en tres edicions dels Jocs Olímpics d'Estiu. Sempre en la prova de llançament de martell, fou setè a Hèlsinki 1952, vuitè a Melbourne 1956 i onzè a Roma 1960. En aquests darrers Jocs fou l'encarregat de dur la bandera de Noruega en la cerimònia inaugural.
En el seu palmarès destaquen dues medalles en la prova del llançament de martell al Campionat d'Europa d'atletisme. D'or el 1950 i de plata el 1954. També guanyà onze campionats nacionals de martell (1949 a 1954, 1956, 1957 i de 1960 a 1962) i un del llançament de pes (1954). Per la seva victòria al Campionat d'Europa de 1950 fou escollit esportista noruec de l'any.
Strandli va establir dos rècords mundials en llançament de martell, ambdós a Oslo. El primer, de 61,25 metres, va tenir lloc el setembre de 1952, i el segon, de 62,36 metres, fou establert un any després. Aquest rècord mundial fou vigent fins a l'agost de 1954, quan Mikhail Krivonosov el va millorar amb un llançament de als 63,34 metres. Gràcies al segon rècord mundial, Strandli fou escollit esportista noruec de l'any el 1953. Posteriorment va millorar la seva marca personal amb un llançament de 63,88 metres l'octubre de 1962, però en aquell moment Hal Connolly havia situat el rècord mundial en 70,67 metres.

## Millors marques
- Llançament de martell. 63,88 metre (1962)[10]